# Walter Becchia
Walter Becchia (Casale Monferrato, 31 marzo 1896 – 16 gennaio 1976) è stato un ingegnere meccanico italiano naturalizzato francese noto per aver progettato il motore della Citroën 2CV.

## Biografia
Dopo aver iniziato la sua carriera presso la Fiat, dove partecipa alla progettazione del motore della Fiat 804, che vincerà il Gran Premio d'Italia nel 1922, si trasferisce poi in Gran Bretagna dove lavora alla anglo-francese Sunbeam-Talbot-Darracq (STD). Progetterà lì il sei cilindri in linea DOHC engine che verrà utilizzato vittoriosamente da Sir Henry Segrave nel Gran Premio di Francia del 1923, a Tours, risultando così la prima vettura britannica a vincere un Grand Prix. Nel 1926, a causa della sua contrarietà al  fascismo, si stabilisce in Francia acquisendone la cittadinanza e continuando la sua collaborazione con il gruppo STD.
Nel 1939, Pierre-Jules Boulanger offre a Becchia un posto alla Citroën, che Becchia inizialmente rifiuta per poi finalmente accettare solo nel 1941.
All'inizio 1941 inizia la progettazione del suo motore più celebre: il boxer bicilindrico raffreddato ad aria della Citroën 2CV. Il propulsore, con varie evoluzioni e modifiche, sarà prodotto in più di  9 milioni di pezzi ed utilizzato ininterrottamente dal 1948 al 1990.
Becchia rimarrà con la Citroën fino al 1968.